# Brantôme
Brantôme era una comuna francesa que estaba situada en el departamento de Dordoña, de la región de Nueva Aquitania que el 1 de enero de 2016 pasó a formar parte de la comuna nueva de Brantôme en Périgord como comuna delegada.

## Historia
Entre 1795 y 1800 absorbe la comuna de Saint Pardoux de Feix.

## Demografía
| Gráfica de evolución demográfica de Brantôme entre 1800 y 2022 |
|                                                                |

Los datos demográficos contemplados en este gráfico de la comuna de Brantôme se han cogido de 1800 a 1999 de la página francesa EHESS/Cassini, y los demás datos de la página del INSEE.